# Actinia australiensis
Actinia australiensis is een zeeanemonensoort uit de familie Actiniidae.
Actinia australiensis is voor het eerst wetenschappelijk beschreven door Carlgren in 1950.